# Aberdeen Shikoyi
Aberdeen Shikoyi (geboren 1985; gestorben 28. April 2012 in Nairobi) war eine kenianische Rugbyspielerin.

## Leben und Karriere
Nach ihrem Schulabschluss zog Shikoyi in die Hauptstadt Nairobi, wo sie im Stadtteil Jericho zunächst mit dem Fußballspiel begann, ehe ihr von einem Freund das Rugbyspiel nähergebracht wurde. Um das Jahr 2007 herum trat sie dem Verein Mwamba RFC bei, dem einzigen kenianischen Frauenrugby-Team, welches ebenfalls in Nairobi beheimatet ist. Neben ihrer sportlichen Tätigkeit verdiente sie ihr Geld als Grundschullehrerin im Stadtteil Eastleigh.
Shikoyi wurde schon bald in die Nationalmannschaft berufen, mit der sie in den Jahren 2010 und 2011 den Elgon Cup, einen jährlich ausgetragenen Zweikampf der Nationalteams aus Kenia und Uganda, gewinnen konnte. Auch im Siebener-Rugby war sie erfolgreich. Bei der Qualifikation zur Weltmeisterschaft 2013 unterlag sie mit ihrem Team erst im Finale gegen die Mannschaft aus Südafrika.
Am 21. April 2012 wurde sie im Hinspiel des Elgon Cup in einem Zweikampf mit ihrer ugandischen Gegenspielerin Christine Kizito schwer verletzt. Noch vor Beendigung des Spiels wurde sie vom Spielort Kampala in ein Krankenhaus in Nairobi geflogen, wo ein Wirbelbruch diagnostiziert wurde. Von einer daraufhin durchgeführten Operation erholte sie sich nicht mehr, sie starb am 28. April 2012, wenige Stunden nachdem ihr Team im Rückspiel den Elgon Cup gewinnen konnte.
Nach Shikoyis Tod gab es Bestrebungen, den Elgon Cup der Frauen zu ihren Ehren umzubenennen. Eine solche Umbenennung hat jedoch bisher nicht stattgefunden.